# Masakra rodziny królewskiej w Nepalu
Masakra rodziny królewskiej w Nepalu – zabójstwo dziewięciu i ranienie czterech członków nepalskiej rodziny królewskiej, dokonane 1 czerwca 2001 przez księcia i następcę tronu Dipendrę, zakończone jego samobójstwem.
Książę Dipendra w czasie rodzinnego spotkania w pałacu królewskim, będąc pod wpływem używek, rozpoczął strzelaninę, w wyniku której śmierć poniósł jego ojciec, król Birendra, matka, brat i siostra oraz część dalszej rodziny. Powodem strzelaniny miały być sprawy matrymonialne księcia. Dipendra, po przetransportowaniu do szpitala przez trzy dni pełnił funkcję nominalnej głowy państwa. Po jego śmierci 4 czerwca 2001, nowym królem Nepalu został Gyanendra, brat zmarłego króla Birendry, który był nieobecny w pałacu w czasie masakry.
Brak rzetelnych informacji i podejrzenia, że masakra była inspirowana przez Gyanendrę, spowodowały wybuch kilkudniowych zamieszek w Katmandu. Przyczyniały się również do rozprzestrzeniania się różnych teorii na temat wydarzeń. Sytuacja w Nepalu spowodowała zaniepokojenie również w sąsiednich Indiach. W celu wyjaśnienia okoliczności zbrodni powołany został komitet państwowy, który ostatecznie obarczył winą za zabójstwa księcia Dipendrę. Po masakrze z 1 czerwca 2001, osłabiony został autorytet rodziny królewskiej, co pośrednio spowodowało zniesienie monarchii w Nepalu w maju 2008.

## Dynastia Shah i geneza zbrodni
Historia nepalskiej monarchii sięga XVIII wieku. Od 1769 do 2008 nieprzerwanie krajem tym rządziła dynastia Shah. W 1769 władca Ghurków, Prithivi Narayan Shah Dev, zjednoczył kraj i został pierwszym królem Nepalu. W XIX wieku dynastia Shah rywalizowała o władzę z innym wpływowym rodem, dynastią Rana. W 1846 przedstawiciel dynastii Rana objął urząd premiera, który od tego czasu aż do 1951 znajdował się w rękach tej rodziny, stając się de facto funkcją dziedziczną.
W 1972 tron w Nepalu objął król Birendra Bir Bikram Shah Dev. W czasie swoich rządów przekształcił Nepal z monarchii absolutnej w konstytucyjną. W listopadzie 1990, pod wpływem nacisków społecznych podpisał konstytucję, która wprowadzała system wielopartyjny i ograniczyła władzę króla.
Król Birendra cieszył się w kraju powszechnym szacunkiem i był uważany za wcielenie boga Wisznu. W 1970 poślubił Aishwaryę Rajyę Laxmi Devi Ranę. Para królewska miała troje dzieci: księcia Dipendrę Bir Bikram Shah Dev (ur. 27 czerwca 1971), księżniczkę Shruti Bir Bikram Shah Dev (ur. 15 października 1976) oraz księcia Nirajana Bir Bikram Shah Dev (ur. 6 listopada 1977).
Najstarszy z synów, książę Dipendra był oficjalnym następcą tronu. Książę kształcił się w Eton College w Wielkiej Brytanii, a następnie na Tribhuvan University w Nepalu oraz w Akademii Wojskowej w Kharipati. W 1989 poznał 19-letnią Devyani Ranę, córkę nepalskiego polityka Pashupatiego Shumshera Jung Bahadura Rany i wedle słów najbliższych, był nią od razu „oczarowany”. Dziewczyna poprzez ojca należała do wpływowego nepalskiego rodu Rana, a poprzez matkę była spokrewniona z indyjskim rodem Scindias. Książę był z nią związany od połowy lat 90. XX w. Dipendra znany był ze słabości do alkoholu i innych używek. Już w czasie studiów został dyscyplinarnie ukarany za pijaństwo oraz głośne i nieodpowiednie zachowanie.
Przyczyny masakry, której dopuścił się książę Dipendra, nie są do końca jasne. Obok upojenia alkoholowego, jedną z przyczyn mógł być brak zgody jego rodziny na małżeństwo z Davyani Raną. Główną oponentką tego związku była matka, królowa Aishwarya. Królowa, pochodząca również z rodu Rana, była przeciwna małżeństwu syna z narzeczoną, należącą do mało wartościowej odnogi swego rodu. Uważała ona, że Davyani Rana należy do niższego rangą klanu, jako że jej prababka była kochanką, a nie żoną króla. Wolała, by jej syn poślubił kobietę należącą do rodu Shah, Supriyę Shah, sympatię księcia z dzieciństwa. Królowa była silną i bezpośrednią kobietą o dominującym charakterze. Według świadków, w przypadku zawarcia niechcianego małżeństwa, miała grozić Dipendrze pozbawieniem praw do tronu na rzecz młodszego syna Nirajana, czego jednak zakazywała konstytucja. Dipendra, dobiegający w czerwcu 2001 lat trzydziestu, pozostawał dalej kawalerem, podczas gdy jego młodszy o 6 lat brat planował wkrótce ogłosić swoje plany małżeńskie.

## Przebieg wydarzeń w pałacu królewskim
Przebieg wydarzeń feralnego wieczoru w pałacu królewskim został odtworzony przez Wysoki Komitet ds. Incydentu w Pałacu Królewskim, powołany przez króla Gyanendrę. W wyniku dochodzenia, na podstawie zeznań świadków, dowodów materialnych, badań naukowych i medycznych Komitet opracował szczegółowy raport dotyczący masakry.
1 czerwca 2001, zgodnie z wieloletnią tradycją, jak w każdy trzeci piątek miesiąca (według kalendarza nepalskiego), rodzina królewska zgromadziła się na spotkaniu w budynku Tribhvan Sadan w pałacu królewskim Narayanhity. W sumie na spotkanie było zaproszonych 24 gości, członków rodziny królewskiej oraz ich krewni.
Pierwszy na miejsce spotkania przybył książę Dipendra, około godziny 19:30 czasu miejscowego. Następnie, do 20:00 przybyli pozostali uczestnicy. O godzinie 20:00 Dipendra pojechał swoim samochodem po matkę, królową Aishwaryę i samodzielnie przywiózł ją do pałacu. Około 20:30 król Birendra opuścił swój gabinet i po wymienieniu uprzejmości razem z gośćmi przeszedł do pokoju bilardowego.
Książę Dipendra, zaraz po przybyciu do pałacu, zaczął grać w bilard i wypił jeden lub dwa pegi (peg=100 ml – przyp.) whisky Famous Grouse. Wedle zeznań świadków, książę chwiał się i nie był w stanie utrzymać pionu. Około 20:19 nakazał swojemu adiutantowi, Gajendrze Boharze, dostarczenie mu specjalnego rodzaju papierosów, sporządzonych z mieszanki haszyszu i „innej nieznanej czarnej substancji”. Książę zwykł był palić ten rodzaj papierosów już wcześniej. Widząc Dipendrę w takim stanie, jego brat: książę Nirajan, brat cioteczny: książę Paras, szwagier: Kumar Gorakh oraz dr Rajeev zaprowadzili następcę tronu do sypialni.
Z sypialni książę kilkakrotnie dzwonił do swojej narzeczonej, Davyani Rany. Rana zeznając przed Komitetem, nie chciała wypowiadać się na tematy osobiste oraz mówić o stosunkach, jakie łączyły ją z księciem. Zeznała natomiast, że „głos księcia brzmiał nieco niewyraźnie”. Dlatego zadzwoniła do jego adiutanta Gajendry Bohary, aby ten zajrzał do sypialni księcia. Zgodnie z prośbą, Bohara wysłał służbę, by sprawdziła stan Dipendry. Wedle słów służby, książę leżał na podłodze, próbując ściągnąć swoje ubranie z górnej części ciała. Mężczyźni pomogli mu się rozebrać i zaprowadzili do łazienki. Gdy Dipendra wrócił do sypialni nakazał służbie wyjść i udać się na spoczynek. O 20:39 po raz ostatni zadzwonił do narzeczonej, mówiąc: „Idę spać, dobranoc, porozmawiamy jutro”. Następnie założył strój wojskowy i uzbrojony opuścił swoją sypialnię.
Dipendra udał się do sali bilardowej i tam otworzył ogień z pistoletu maszynowego MP5, celując najpierw w sufit i zachodnią ścianę. Następnie oddał serię strzałów w kierunku ojca, króla Birendry. Król, stojący przy stole bilardowym, rozmawiał w tym czasie z gośćmi. Książę wyszedł z sali do wewnętrznego ogrodu na dziedzińcu pałacu, po czym ponownie wrócił do sali. Tym razem wystrzelił z karabinu M16, celując ponownie w króla oraz szwagra Kumara Gorakha, wuja księcia Dhirendrę oraz wuja Kumara Khadgę. Po oddaniu strzałów Dipendra ponownie wyszedł na zewnątrz i wrócił do sali po raz trzeci. Po powrocie bez skrupułów strzelił do siostry, księżniczki Shruti, ciotki księżnej Sharady, ciotki księżnej Shanti oraz kuzynki ojca, księżnej Jayanti.
Po oddaniu trzeciej serii strzałów książę wyszedł z sali i skierował się we wschodnią stronę ogrodu. W tym samym kierunku wybiegła królowa Aishwarya. Za królową podążył jej młodszy syn Nirajan. Wedle zeznań świadków, rozległy się wówczas kolejne strzały. Książę Nirajan upadł nieprzytomny na ziemię. Później, po odnalezieniu go, został zabrany do szpitala. Ostatnią ofiarą Dipendry była jego matka. Królowa Aishwarya została zastrzelona na klatce schodowej, prowadzącej do komnat królewskich. Dipendra na koniec strzelił sobie w skroń. Znaleziono go niedaleko stawu w pałacowym ogrodzie, w pozycji leżącej na wznak. W stawie znaleziono pistolet typu Glock o kalibrze 9 mm. oraz dwa puste naboje, którymi usiłował popełnić samobójstwo.
Według zeznań, służba i strażnicy, którzy przebywali w budynku swojego biura, po usłyszeniu strzałów ogłosili alarm i wezwali pomoc medyczną. Dostali się do sali bilardowej i rozpoczęli akcję ratunkową. Przenieśli nieprzytomnego króla do samochodu i zawieźli do szpitala wojskowego Shree Birendra Military Hospital. Król i królowa znaleźli się w szpitalu o 21:15, gdzie od razu stwierdzono ich zgon. Wszyscy zabici i ranni znaleźli się w szpitalu do 21:30. W przypadku ośmiu zabitych ich zgon potwierdzono do 22:00. Książę Dhirendra, wuj Dipendry, zmarł po południu 4 czerwca 2001.
Książę Dipendra został przetransportowany do szpitala o 21:24 w stanie śpiączki. Nie odzyskał przytomności i zmarł nad ranem 4 czerwca 2001. Wedle raportu komisji na miejscu zbrodni znaleziono 47 łusek wystrzelonych z karabinu M16, 29 łusek pochodzących z pistoletu maszynowego MP5 oraz dwa naboje od pistoletu typu Glock, którym książę popełnił samobójstwo. Cała strzelanina rozegrała się w przeciągu 15 minut.

## Bilans ofiar

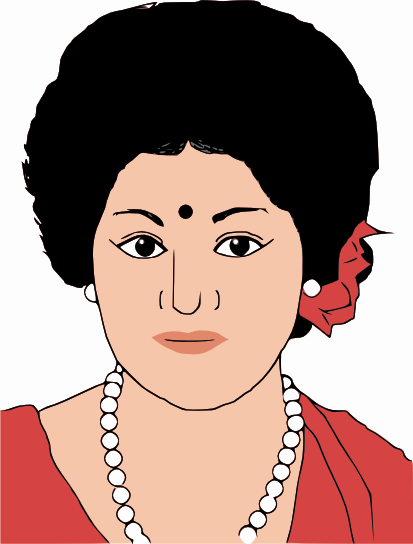
Królowa Aishwarya, matka Dipendry, była ostatnią ofiarą syna

### Zabici
- król Birendra
- królowa Aishwarya
- książę Nirajan, brat Dipendry
- księżniczka Shruti, ciężarna, siostra Dipendry
- książę Dhirendra, młodszy brat króla Birendry (formalnie nie używał tytułu książęcego)
- księżna Shanti, siostra Birendry
- księżna Sharada, siostra Birendry
- Kumar Khadga, mąż księżniczki Sharady
- księżniczka Jayanti, kuzynka Birendry
- książę Dipendra[11]

### Ranni
- księżniczka Shobha, siostra Birendry
- Kumar Gorakh, mąż księżniczki Shruti
- Ketaki Chestar, kuzynka króla Birendry
- księżna Komal, żona księcia Gyanendry (późniejszego króla)[11]

## Teorie spiskowe i reakcja władz
Po wydarzeniach z 1 czerwca 2001 w Nepalu zapanował chaos informacyjny. Państwowa telewizja i radio początkowo milczały na temat masakry. Informacji, często niepotwierdzonych, dostarczały tylko serwisy internetowe. Brak rzetelnych informacji na temat przyczyn i przebiegu zbrodni przyczyniał się do pojawienia się w mediach i w społecznym obiegu różnych teorii spiskowych na temat wydarzeń.
Jedną z nich było podejrzenie, że spisek przygotowali Gyanendra oraz jego syn Paras. Sam Gyanendra nie uczestniczył w spotkaniu w pałacu, gdyż przebywał poza stolicą na konferencji. Książę Paras wyszedł natomiast z masakry bez większych obrażeń. Pozwoliło to wysuwać przypuszczenia o zorganizowaniu przez nich zamachu w celu zdobycia tronu. Druga teoria winą za organizację masakry obarczała Indie, potężnego sąsiada Nepalu, którego wpływów obawiało się wielu obywateli tego małego himalajskiego kraju. Nepalscy maoiści, którzy od 1996 toczyli w kraju wojnę partyzancką z siłami rządowymi i dążyli do obalenia monarchii, uznali natomiast zbrodnię za spisek „krajowych i międzynarodowych reakcjonistów”.
Władze zabrały głos w sprawie śmierci rodziny królewskiej dopiero 30 godzin po wydarzeniach. W oficjalnym komunikacie tłumaczyły śmierć i rany 14 osób wypadkiem, a dokładniej nagłym wystrzeleniem broni automatycznej.
W celu zbadania okoliczności masakry, król Gyanendra 4 czerwca 2001 powołał Wysoki Komitet ds. Incydentu w Pałacu Królewskim, z ministrem sprawiedliwości jako przewodniczącym oraz z przewodniczącym parlamentu i liderem opozycji w parlamencie jako jego członkami. Komitet rozpoczął pracę 8 czerwca 2001 i po tygodniu działalności ogłosił swój raport dotyczący wydarzeń w pałacu, który winnym śmierci 9 osób i ranienia kolejnych 4 uznawał samobójcę, księcia Dipendrę.

## Następstwa masakry

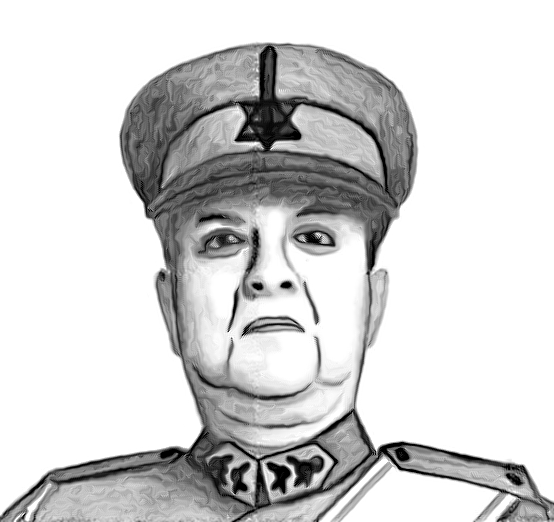
Brat zabitego króla, Gyanendra, nieobecny w czasie strzelaniny w pałacu, przejął w następstwie wydarzeń władzę w Nepalu

Książę Dipendra po przewiezieniu do szpitala pozostawał ciągle w stanie śpiączki i został podłączony do urządzeń podtrzymujących życie. 2 czerwca 2001 jako ciągle żyjący i prawowity następca tronu, zgodnie z konstytucją i tradycją, został mianowany przez Radę Prywatną nowym królem Nepalu. Książę Gyanendra, brat zmarłego króla Birendry, jako drugi w kolejce do tronu, został mianowany regentem. Devayni Rana zaraz po masakrze opuściła Nepal i wyjechała do Indii, gdzie rozpoczęła pracę dla UNDP. W lutym 2007 poślubiła indyjskiego biznesmena Aishwaryę Singha.
2 czerwca 2001 odbyła się ceremonia pogrzebowa zabitego króla, królowej i rodziny królewskiej. Zmarli zostali poddani kremacji w kompleksie świątynnym Pashupatinath na obrzeżach Katmandu. Uroczystościom i procesji pogrzebowej towarzyszyła atmosfera głębokiego żalu i żałoby.
4 czerwca 2001, po stwierdzeniu śmierci Dipendry, nowym królem Nepalu został ogłoszony Gyanendra. Tego samego dnia w Katmandu doszło do wybuchu pierwszych aktów przemocy. Rozgoryczona brakiem rzetelnych informacji i przepełniona złością ludność stolicy dała wyraz swemu niezadowoleniu. Kilkanaście tysięcy demonstrantów sparaliżowało funkcjonowanie miasta. Doszło do zamieszek z policją, która do przywracania porządku użyła pałek i gazu łzawiącego. Na ulicach pojawiły się patrole oraz wprowadzono godzinę policyjną. W wyniku starć zginęły dwie osoby, a co najmniej 19 zostało rannych. Tysiące ludzi demonstrowało przeciw nowemu królowi, maszerując na pałac królewski. Tłum wykrzykiwał antykrólewskie hasła, skandując: „Dipendra jest niewinny”, „Ukarać prawdziwych morderców” oraz „Nie chcemy Gyanendry”.
Masakra rodziny królewskiej była początkiem końca nepalskiej monarchii. W jej wyniku został osłabiony autorytet króla. Nowy król Gyanendra Bir Bikram Shah Dev oraz następca tronu, jego syn Paras Bir Bikram Shah Dev od początku nie cieszyli się popularnością wśród poddanych. Dodatkowo pozycję monarchy osłabiła polityka Gyanendry, który dążył do wzmocnienia swojej władzy. W tym celu dwukrotnie usuwał ze stanowiska premiera i przejmował bezpośrednie rządy. W lutym 2005 rozwiązał parlament i wprowadził stan wyjątkowy. Dopiero protesty społeczne zmusiły króla do przywrócenia władzy rządu. 28 maja 2008 Zgromadzenie Konstytucyjne oficjalnie ogłosiło zniesienie monarchii i ustanowienie w kraju republiki. Gyanendra musiał opuścić pałac królewski, który odtąd miał pełnić funkcję muzeum.

## Reakcja międzynarodowa

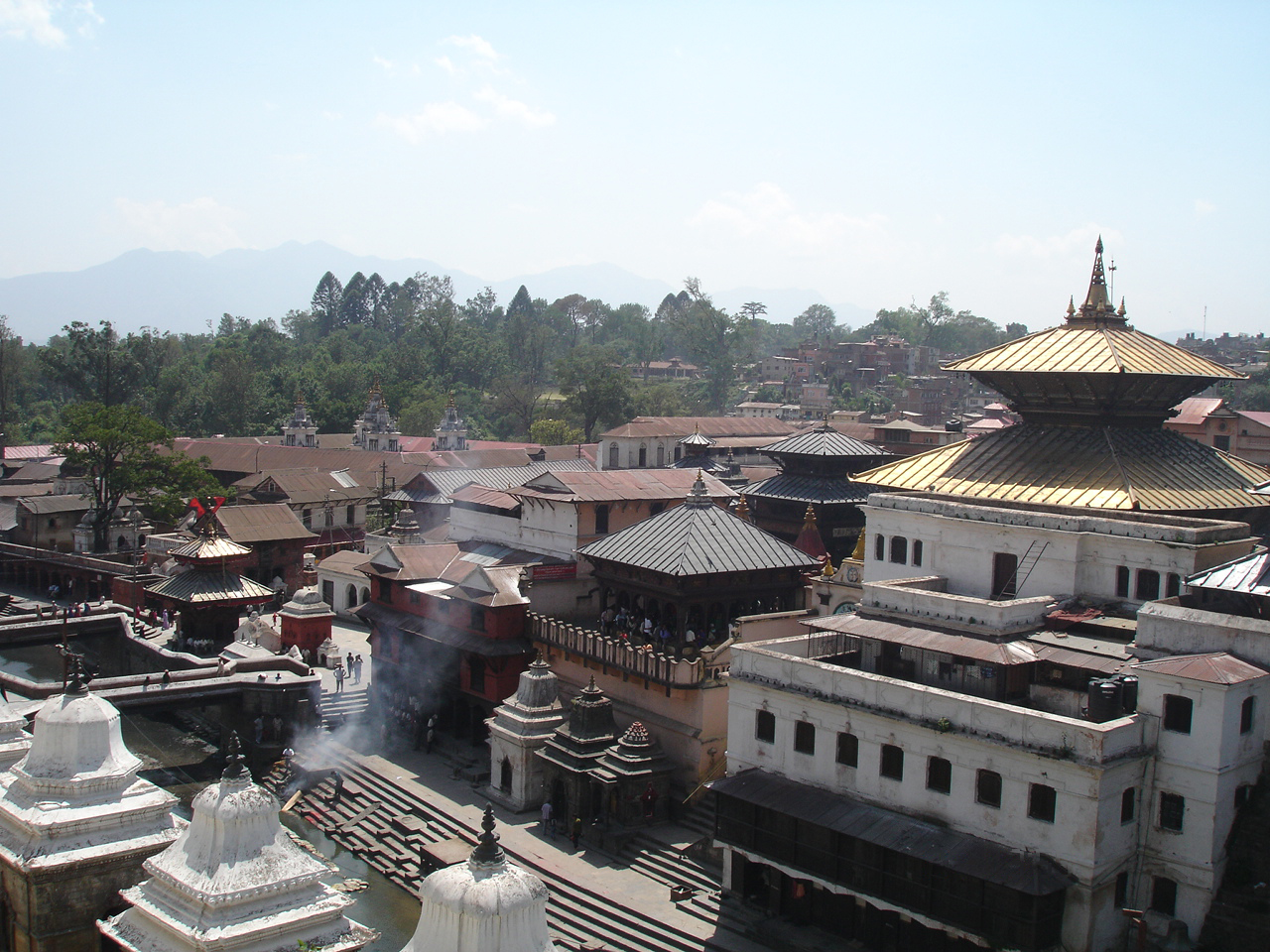
Świątynia Paśupatinath mandir w Katmandu, miejsce ceremonii pogrzebowej rodziny królewskiej

Sytuacja w Nepalu, po zabójstwie rodziny królewskiej, spowodowała zaniepokojenie zagranicy, szczególnie sąsiednich Indii oraz w Wielkiej Brytanii.
- Indie – Delhi zaoferowało nepalskiemu premierowi Giriji Prasad Koirali pomoc w rozwiązaniu kryzysu i zapowiedziało monitorowanie sytuacji. Indyjski rząd określił ją jako „napiętą i delikatną” oraz wyraził nadzieję na jej szybką poprawę[23]. Rząd zalecił indyjskim gazetom relacjonowanie wydarzeń w Nepalu w sposób powściągliwy. Premier Atal Bihari Vajpayee odrzucił wszelkie spekulacje o spisku, stojącym za nepalską masakrą[24].
- Wielka Brytania – wydała komunikat ostrzegawczy dla turystów, odradzający podróż do Nepalu. Ambasada brytyjska w Katmandu zorganizowała specjalne autobusy z eskortą policyjną dla turystów, którzy utknęli na lotnisku z powodu zamieszek[23].

## Relacje świadków
Fragmenty relacji świadków, zeznających przed rządowym Wysokim Komitetem ds. Incydentu w Pałacu Królewskim:

Byłam obecna tamtego dnia na spotkaniu rodzinnym w Tribhuvan Sadan. Dowiedziałam się, że książę [Dipendra] wyszedł wcześniej odpocząć. Jakiś czas później doszło do strzałów z broni palnej, a pociski wystrzeliły w sufit. Zobaczyłam, że król Birendra został trafiony z prawej strony w szyję. Kumar Khadga i Kumar Gorakh również zostali postrzeleni. Następnie, ja zostałam trafiona i upadłam. Na mnie upadła księżna Shanti, po czym nie widziałam nic więcej.

To było nasze normalne trzeciopiątkowe spotkanie. Bez kłótni, bez dyskusji, tylko spotkanie. On [Dipendra] wypił kilka drinków, a potem pojechał po mamę [królową]. Po rozmowie z matką, wszyscy ruszyliśmy w kierunku pokoju bilardowego. Księcia [Dipendry] nie było tam. Dhirendra powiedział mi, że cztery osoby zabrały go do pokoju. Potem weszliśmy do pokoju bilardowego. Jakiś czas później, Dipendra pojawił się w ubraniu wojskowym, miał wielki karabin. Nie powiedział nic, byliśmy tam wszyscy i wtedy rozległ się odgłos strzałów... Nie sądziliśmy, że zamierza zabijać. Myśleliśmy, że broń wystrzeliła przez pomyłkę. Birendra upadł. Ja podeszłam i złapałam go. Również Rajeev podszedł do niego i pomógł mu. Nie mogłabym powiedzieć, gdzie został trafiony... Birendra próbował się podnieść. Złapał… [karabin, który rzucił Dipendra]. Powiedziałam: „Opuść to” i wyrwałam mu go. Magazynek wypadł, a ja odrzuciłam go. Później był strzał. Strzał doszedł z zewnątrz, a księżna Komal upadła. Potem zobaczyłam, że Gorakh został trafiony. Dipendra wszedł do pokoju i wtedy Dhirendra powiedział do niego: „Babu, wystarczy.”. Jak tylko skończył to zdanie, został zastrzelony. Zaraz po tym jak król Birendra upadł, księżna Shruti, widząc męża [Gorakh] powiedziała: „Ty też zostałeś trafiony?” i ruszyła w jego kierunku. Następnie upadła. Po zastrzeleniu Dhirendry [Dipendra] zastrzelił siostrę. Po tym strzelił raz jeszcze do króla, a ten upadł... W rzeczywistości zabił go za tym trzecim razem.

Przyjechaliśmy tam tuż po 19:30, około 19:40. Wszyscy byli już na miejscu. Mama, ja, siostra i żona byliśmy nieco spóźnieni. Książę [Dipendra] wyglądał jakby wypił już kilka koktajli. Zapytał, co bym chciał? Poprosiłem tylko o trochę Coli. Powiedział: „Ja piłem whisky”. Wyglądał wówczas w porządku lecz wydawał się być nietrzeźwy. Kiedy spytałem, co się stało, odpowiedział: „Dyskutowaliśmy o małżeństwie. Rozmawiałem z matką i babką, obie powiedziały nie.”. Było to około godziny 20:00. Po 20:00 przyjechała królowa [przywiózł ją Dipendra], a on ponownie zaserwował sobie drinki. Później, około 20:30 przybył król. W tym czasie Dipendra był z nami w środku, w pokoju gdzie miał miejsce incydent. Wydawał się być pijany, osunął się jak gdyby miał zemdleć i leżał na podłodze. Gorkah, Nirajan, Rajeev i ja podnieśliśmy go i powiedzieliśmy, że zaprowadzimy go do pokoju. Zabraliśmy go lecz nie położyliśmy na łóżku, tylko na podłodze na materacu. Około 20:31 zgasiliśmy światło i zeszliśmy na dół. Król spędził około pół godziny z królową. Potem przyszedł do pokoju, gdzie miało miejsce zdarzenie. Król wziął sobie drinka. Nie zdążyliśmy nawet powiedzieć mu „na zdrowie”, byliśmy w rogu i nie widzieliśmy przyjścia księcia... To był róg pokoju, w którym zwykle przebywaliśmy. My młodzi staliśmy tam, żeby starsi nie widzieli jak palimy. Nie widziałem jego przyjścia. Spostrzegłem się, że przyszedł, kiedy strzelił po raz pierwszy. Wystrzelił trzy serie. Król powiedział tylko: „Co ty robisz?” i został trafiony tutaj i tutaj. Dr Rajeev i ja ruszyliśmy w kierunku króla. Dr Rajeev dostał się do króla, a ja zostałem zatrzymany przez księżną Shobhę. Zawróciłem i powiedziałem siostrom, żeby przykryły się i leżały nisko. Książę wrócił ponownie. Widziałem jak strzela do króla. Widziałem jak strzela do księcia Dhirendry [wuj]. Kiedy wrócił po raz drugi, Dhirendra powiedział do niego: „Bab, zrobiłeś już wystarczająco szkód.”. Zaraz potem został trafiony tutaj. Później upadł, a potem to było już jeden po drugim, nie potrafię sobie przypomnieć. Odwróciłem się i pomogłem siostrom się przykryć. Zobaczyłem, jak mniej więcej w tym samym czasie upada król, Kumar Gorakh i Kumar Khadga. Wszyscy troje zostali trafieni pistoletem MP5, tym samym który podniósł król. Księżna Shobha wyrwała mu go, usunęła magazynek i położyła go na podłodze. Może myślała, że był to jedyny pistolet, ale Dipendra miał jeszcze inny, widziałem go...(...) Wyszedł i wrócił, może w ciągu minuty, może 30 sekund. Wrócił z dużym pistoletem M16 i strzelił królowi w głowę. Później upadł Kumar Khadga. (...) Kiedy wrócił po raz trzeci, strzelił do Jayanti, Ketaki i Shruti. Podszedł do wysokiego fotela, byliśmy wprost przed nim. Powiedziałem: „Co ty robisz... co robisz... proszę odejdź.”. Gdyby strzelił... Ja tam byłem, Mahesh tam był, Rabi tam był. Ukryłem ich tam. Moja siostra była za Maheshem. Moja żona tam była. Ukryłem tam trzy siostry [kuzynki] i jeszcze jedną za czymś, co wyglądało jak sofa. Powiedziałem: „Proszę, co robisz, tylko my tu jesteśmy.”. Spojrzał na nas po kolei i odszedł. Wstałem i podszedłem do Dhinendry. Powiedział: „Paras nie mogę ruszyć nogami, proszę zabierz ich.”. Powiedział, żebym ochronił dzieci. Nie widziałem nawet, że moja mama [księżna Komal] upadła. Próbowała wydostać się spod księżnej Shanti. Pomogłem mamie wstać i później poszedłem do pokoju królowej.(...) Wtedy przyszedł adiunkt Dipendry, mówiąc „On zastrzelił się, zastrzelił się.”. Spytałem go, gdzie jest Nirajan, a on odpowiedział, że został zastrzelony. Spytałem, gdzie jest królowa, a on powiedział, że była na dole i nie miała szans. Nie widziałem, co się stało... Na zewnątrz Dipendra leżał na ziemi, jęcząc z bólu. (...) Myślę, że to było kwestia małżeństwa [powód strzelaniny]. Ta dyskusja zaczęła się na jego ostatnich urodzinach. Dyskutowaliśmy, kto jest przeciw, a kto jest za. Nirajan i ja byliśmy za. Rajeev był za. Shruti, Gorakh i inne siostry byli przeciw. Sądzę, że to był główny powód.

Usłyszałem strzały, pomyślałem, że to jest szalone. Nie wiedziałem, co się stało, wtedy zobaczyłem upadek króla. Później wszyscy zaczęli powtarzać: „Co się stało, co zrobiłeś?”. Pobiegłem z rogu pokoju na miejsce gdzie był król. Spojrzałem na niego i powiedziałem, że został postrzelony. Później wszedł Dipendra i strzelał do wszystkich, którzy tam byli. Byłem za stołem lub czymś podobnym, kiedy dostałem i upadłem. On wchodził i wychodził. Jedyną osobą z bronią był Dipendra, nikt więcej. Wrócił, wybierał tych którzy byli ranni, brał cel i strzelał, brał cel i strzelał, co więcej powiedzieć [łzy]. Miał przynajmniej dwa karabiny maszynowe. Może też pistolet. (...) Był błysk. Myślałem, że to już jest koniec, kiedy zostałem trafiony. Upadłem. Nie mogłem się ruszyć. Wtedy moja żona [Shruti] podeszła zobaczyć, co się stało z jej ojcem [królem]. Powiedziałem do niej: „Baba, ja też jestem postrzelony.”. Wzięła mnie na kolana, a wtedy on [Dipendra] przyszedł i strzelił do niej. Oboje upadliśmy, później zjawili się inni [pracownicy pałacu] i zabrali nas do szpitala.